# Gammarus acherondytes
Gammarus acherondytes is een vlokreeftensoort uit de familie van de Gammaridae. De wetenschappelijke naam van de soort is voor het eerst geldig gepubliceerd in 1940 door Hubricht & Mackins.
G. acherondytes heeft een zeer beperkt verspreidingsgebied. De verspreiding is endemisch, begrensd door de Illinois Sinkhole Plain van Monroe County en St. Clair County, beide gelegen in het zuidwesten van Illenois in de Verenigde Staten. Ze maken onderdeel uit van het Illinois Caverns State Natural Area. Dit betreft een karstgebied en bestaat onder meer uit een groot netwerk van grotten.
G. acherondytes komt alleen voor in de ondergrondse rivieren in deze grotten. De soort werd voor het eerst gevonden in 1938. In 1940 werd het als nieuwe soort beschreven door Hubricht & Mackins. De vlokreeft is alleen gevonden in zes ondergrondse rivieren, allemaal binnen een straal van 10 mijl rond Waterloo (Illinois). Er is geen bewijs dat deze rivieren met elkaar in verbinding staan. Bij onderzoek in 1995 werd de soort nog op slechts drie locaties aangetroffen waarbij een van de andere grotten niet langer toegankelijk bleek. De soort staat dan ook op de rode lijst van bedreigde soorten van de International Union for Conservation of Nature and Natural Resources (IUCN). De grootste bedreiging van de soort is grondwatervervuiling.